# 2872 Gentelec
2872 Gentelec је астероид главног астероидног појаса са пречником од приближно 14,68 .
Афел астероида је на удаљености од 3,070 астрономских јединица (АЈ) од Сунца, а перихел на 2,410 АЈ.
Ексцентрицитет орбите износи 0,120, инклинација (нагиб) орбите у односу на раван еклиптике 2,873 степени, а орбитални период износи 1657,039 дана (4,536 године).
Апсолутна магнитуда астероида је 12,40 а геометријски албедо 0,090.
Астероид је откривен 5. септембра 1981. године.